# Helen McCarthy
Helen McCarthy (née le 27 février 1951) est une femme de lettres anglaise, auteur d’ouvrages de référence sur les anime et mangas japonais. Elle est aussi connue dans le domaine des arts textiles (couture…).

## Biographie
McCarthy est connue pour être le premier auteur anglophone à avoir écrit sur les anime, à avoir amené la culture japonaise dans des conventions et à avoir rédigé des lettres d'information et magazines dans ce domaine.
En 1991 donc, elle fonde le magazine Anime UK (en), puis s’investit beaucoup en 1992 dans le magazine Super Play, consacré à la Super Nintendo mais fortement orienté sur les anime et mangas. Anime UK devient ensuite Anime FX à la suite d'un changement d’éditeur et disparaît fin 1996. Andy Frain, alors président de Manga Entertainment, soit le principal distributeur d’anime en Grande-Bretagne, se montre alors en désaccord avec la politique éditoriale du magazine, notamment lors de sa campagne contre le dépôt de la marque déposée manga. Tout cela n’affecte toutefois pas la position de McCarthy ou l’avenir du magazine. Elle collabore aussi avec le magazine Manga Mania, et en devient l’éditrice en 1997 et 1998 après la fermeture d’Anime UK. Depuis, elle écrit dans divers journaux anglais comme le Daily Telegraph, NEO, SFX et ImagineFX.
Lorsque Anime UK organise en 1994 AUKcon, une convention d’une journée sur les anime qui attire des visiteurs de toute l’Europe, McCarthy peut y mettre à profit sa propre expérience des conventions de science-fiction et autres domaines de la sous-culture populaire. Écrivant en outre de nombreux articles et essais, elle est depuis fréquemment invitée dans les conventions et festivals du monde entier. Elle a aussi donné des cours et des séances de projection au Barbican Centre de Londres durant quatre ans. En septembre 2008, elle organise une projection de films durant une semaine pour marquer le 80e anniversaire de la mort d’Osamu Tezuka, toujours au Barbican. C’est d’ailleurs la première fois que des films non amateurs de genre kamishibai sont diffusés à Londres,,.
Elle publie en 2009 Manga Cross-Stitch, un guide explicitant les codes graphiques des mangas et anime pour la couture. Elle poursuit ensuite dans cette voie en organisant des groupes de travail pour la Fondation du Japon et lors de conventions.
Interpelée par le téléchargement illégal de ses œuvres en 2010, elle écrit beaucoup sur le respect des droits d’auteur et de la propriété intellectuelle. Néanmoins, elle supporte aussi le partage légal sous licence libre Creative Commons, et publie elle-même sous cette licence des textes de son blog, incluant des publications académiques sur des dessinateurs de manga peu connus.
Parmi ses ouvrages les plus connus, on peut citer 500 Manga Heroes and Villains, Anime!, The Anime Movie Guide et Hayao Miyazaki: Master of Japanese Animation, ainsi que The Anime Encyclopedia et The Erotic Anime Movie Guide (coauteur avec Jonathan Clements). Plus récemment, The Art of Osamu Tezuka: God of Manga est salué par la critique avec un prix Harvey.

## Ouvrages publiés
- (en) Helen McCarthy, Manga Manga Manga, A Celebration of Japanese Animation at the ICA, London, Island World Communications, 1992 (ISBN 0-9520434-0-8)
- (en) Helen McCarthy, Anime! : A Beginner's Guide to Japanese Animation, London, Titan, 1993, 64 p. (ISBN 1-85286-492-3)
- (en) Helen McCarthy, The Anime Movie Guide : Japanese Animation since 1983, London, Titan, 1996 (ISBN 1-85286-631-4)
- (en) Helen McCarthy et Jonathan Clements, The Erotic Anime Movie Guide, London, Titan, 1998, 191 p. (ISBN 1-85286-946-1)
- (en) Helen McCarthy, Hayao Miyazaki : Master of Japanese Animation, Berkeley, Stone Bridge Press, 1999, 239 p. (ISBN 1-880656-41-8)
- (en) Helen McCarthy et Jonathan Clements, The Anime Encyclopedia : Japanese Animation since 1917, Berkeley, Stone Bridge Press, 2001, 545 p. (ISBN 1-880656-64-7) (seconde édition en 2006,  (ISBN 1933330104))
- (en) Helen McCarthy, 500 Manga Heroes and Villains, London, Collins & Brown, 2006, 352 p. (ISBN 1-84340-234-3)
- (en) Helen McCarthy, 500 Essential Anime You Must Own, London, Ilex, 2008, 527 p. (ISBN 978-1-905814-28-2)
- (en) Helen McCarthy, Manga Cross-Stitch : Make Your Own Graphic Art Needlework, London, Ilex, 2009, 128 p. (ISBN 978-1-905814-51-0)
- (en) Helen McCarthy, The Art of Osamu Tezuka : God of Manga, London, Ilex, 2009, 272 p. (ISBN 978-1-905814-66-4) (traduction française : Osamu Tezuka : Le Dieu du manga, Eyrolles, 2010)

## Récompenses
- 1994 : Prix Osamu pour Anime UK
- 1997 : Prix Japan Festival pour son apport dans la promotion de la culture japonaise en Angleterre, remis par la Fondation du Japon
- 2006 : Prix IMAF pour l’ensemble de son œuvre dans le domaine des anime et des mangas, remis par l’International Manga and Anime Foundation
- 2008 : Prix Great Britain Sasakawa Foundation/Authors’ Foundation pour ses publications sur l’animation et la BD japonaises
- 2010 : Prix Harvey de la meilleure édition américaine d'une œuvre étrangère pour The Art of Osamu Tezuka: God of Manga[8]